# Владивосток (аэропорт)
Международный аэропорт Владивосток (Кневичи) имени В. К. Арсеньева (ИАТА: VVO, ИКАО: UHWW) — международный аэропорт (II категории ИКАО), аэродром совместного базирования морской авиации Тихоокеанского флота, авиации МЧС России и гражданской авиации. Также аэродром используется предприятием ОАО «322-й авиаремонтный завод», выполняющем плановые ремонтные работы на различной авиационной технике.
Аэропорт расположен западнее села Кневичи, в 2,5 км от города Артёма, и в 38 км северо-восточнее города Владивосток.
С 1961 и по 1993 год здесь базировался 145-й лётный отряд Дальневосточного управления гражданской авиации, также он был базовым аэродромом 25-й дважды Краснознамённой Рананской морской ракетоносной авиационной дивизии ВВС ТОФ, с постоянной дислокацией 183-го морского ракетоносного полка и управления дивизии, а также 593-го военно-транспортного авиационного полка ВВС ТОФ (в постсоветские годы сокращённого до отдельной эскадрильи — 71-й отдельной транспортной авиаэскадрильи ВВС и ПВО ВМФ) и 322-го авиаремонтного завода ВВС ТОФ.
В настоящее время аэропорт имеет статус аэропорта федерального значения.
Допущен к приёму всех типов воздушных судов без ограничений. В аэропорту имеются два пассажирских терминала и два грузовых (ООО «Аэро-Груз» и ООО «Карго-Владивосток»).
Исторически сложилось так, что аэропорт Владивосток (Кневичи) состоит из двух объединённых аэродромов:
- аэродром Западные Кневичи — для самолётов местных и дальних авиалиний. Имеются две взлётно-посадочные полосы с искусственным покрытием: одна длиной 3500 м и шириной 60 м, прочность покрытия PCN 52/R/B/X/T (смешанная), вторая длиной 3500 м и шириной 60 м, прочность покрытия PCN 54/R/B/X/T. Принимаемые воздушные суда: все типы без ограничений.
- аэродром Озёрные Ключи (ИКАО: UHWL, 43°22′04″ с. ш. 132°08′42″ в. д.HGЯO) — для самолётов и вертолётов местных авиалиний. Имеет две взлётно-посадочные полосы с искусственным покрытием шириной по 21 м каждая и длиной 1000 м и 600 м. В настоящее время регулярные рейсы не выполняются, аэродром используется государственной авиацией в интересах Минобороны и МЧС России.

## История
В 1930-х годах в СССР начинается бурное развитие авиации. В Приморском крае к освоению первых полевых аэродромов и воздушного пространства приступают в 1931 году. Летом 1932 года начаты первые одиночные полёты в интересах народного хозяйства. Началось строительство гидроаэропорта на Второй Речке (Владивосток) и аэропорта Озёрные Ключи (Артём). 27 августа 1932 г. гидросамолёт выполнил первый технический рейс, а 2 сентября этого года он доставил из хабаровского гидроаэродрома Красная Речка на Вторую Речку первых четверых пассажиров. С этого дня начинается отсчёт истории Владивостокского авиапредприятия.
C тех пор пассажирские полёты между Владивостоком и Хабаровском стали регулярными. В 1934 году аэропорт на Второй Речке был перенесён на сушу, а на его базе создано звено самолётов У-2, откуда начали выполняться регулярные полёты, были открыты аэропорты Иман и Озёрные Ключи, создана санитарная авиация, осваивались новые для того времени типы самолётов и виды работ.
В соответствии с планами развития ВВС, для прикрытия города Владивостока была сформирована 42-я истребительная авиационная бригада ВВС Тихоокеанского флота, для размещения которой были определены аэродромы вблизи села Кневичи и Угловое — был построен полевой военный аэродром Угловая (Южная) и Кневичи (Восточные), последний также предназначался для вновь образованных авиаремонтных мастерских ВВС (сформированы в 1936 году). В 1938 году на аэродроме «Восточные Кневичи» дислоцируется 43-я отдельная истребительная авиационная эскадрилья, штаб бригады базируется в Угловом.
В военные годы происходил интенсивный рост численности ВВС Тихоокеанского флота, расширение задач и строительство объектов. Помимо прикрытия южного направления от японцев, велось интенсивное обучение лётного состава для ВВС воюющих фронтов. Подразделения ГВФ на По-2 взяли на себя перевозки свинцово-оловянного концентрата для нужд фронта, а в конце войны — перевозку снарядов. К окончанию боевых действий с Японией в Южном Приморье имелась густая сеть полевых аэродромов.
Первые пассажирские перевозки на линии «Москва — Владивосток» с 1948 года выполнялись на самолёте Ил-12.
Так как старые грунтовые аэродромы не позволяли использовать реактивные торпедоносцы Ту-14 и Ил-28, поэтому был построен новый аэродром с бетонным покрытием «Западные Кневичи», а 15.11.52г. управление 3 минно-торпедной авиадивизии и 44-й минно-торпедный авиационный полк были передислоцированы с аэродрома Романовка, а 49-й минно-торпедный авиационный полк с аэродрома Новонежино на аэродром Западные Кневичи. 15.09.55г. на аэродроме был сформирован 37-й отдельный авиационный отряд «ОсНаз» в составе 4-х Ил-28П и 1-го Ли-2ПР, с подчинением командиру 3-й мтад. Это была первая в составе ВВС ТОФ лётная часть РЭБ. Аэродром был построен по военным стандартам, с рассредоточенными стоянками с земляным обвалованием (капонирами). Аэродром «Восточные Кневичи» остался грунтовым и постепенно был выведен из эксплуатации.
В августе 1958 года Владивостокское авиапредприятие приступает к базовой эксплуатации самолёта Ли-2, который в течение 15 последующих лет совершал регулярные полёты с пассажирами из аэропорта Озёрные Ключи в Хабаровск.
К этому времени аэродром Озёрные Ключи исчерпал свои возможности по приёму самолётов. В феврале 1961 года в юго-западной части аэродрома Западные Кневичи было построено первое кирпичное здание аэровокзала с пропускной способностью 200 человек. В период с 1959 по 1964 год был возведён комплекс необходимых наземных сооружений, позволивших начать регулярные полёты самолётов Ту-104 (1958), Ил-18 (1963), Ан-10 (1964), резко увеличить объёмы пассажирских перевозок. Аэровокзал и перрон были вынесены достаточно далеко от военного сектора, и к перрону аэровокзала от магистральной рулёжной дорожки аэродрома была построена полуторакилометровая рулёжная дорожка.
Появление в 1970-х популярного реактивного лайнера местных воздушных линий Як-40 и вертолёта Ми-8 способствовало оживлению перевозок и обслуживанию нужд народного хозяйства. В 1973 году авиапредприятие приступило к строительству нового аэровокзала, который был сдан в эксплуатацию в конце 1976 года. Аэропорт Владивосток начал регулярный приём Ту-154. Одновременно шло динамичное развитие структурных комплексов авиапредприятия — создавались новые эскадрильи Як-40 и Ми-8. Завершение строительства ВПП-2 в июне 1985 года позволило принимать все типы современных самолётов и осуществлять прямое воздушное сообщение между Владивостоком и Москвой на самолёте Ил-62.
Ещё ранее, в 1972 году на аэродром перебазировался 593-й отдельный транспортный авиационный полк ТОФ в/ч 49271 — старейшее авиационное подразделение на Дальнем востоке СССР (с 1936 года), дислоцировавшееся до этого на аэродроме Романовка и первоначально имевший название — 16-й отдельный транспортный отряд. Данное подразделение за долгие годы работы освоило массу типов различной авиатехники — от ТБ-1 и Р-5 до Ан-12 и Ту-154. Полк осуществлял грузовые и пассажирские перевозки по дальневосточному региону (в гарнизоны ТОФ), а также перевозки командования флота в Москву и западные регионы страны. С начала 70-х годов экипажи полка получили допуск к полётам за границу, выполнялись полёты по международным трассам в Эфиопию, Сомали, Вьетнам, Пакистан, Йемен, Индию, КНДР, ОАЭ, на Аляску.
В 1990 году, заключив первый международный контракт в Папуа — Новой Гвинее на использование вертолётов Ка-32, Владивостокский объединённый авиаотряд вышел на международный рынок. Распоряжением Правительства Российской Федерации № 1304-р от 17.07.1992 аэропорт Владивосток отнесён к разряду международных.
1 декабря 1993 года, на основании директивы ГШ ВМФ № 730/1/0530 от 11 июня 1993 года управление 25-й морской ракетоносной авиационной дивизии (в/ч 34233), 141-й гвардейский морской ракетоносный авиационный полк с дислокацией на аэродроме Хороль и 183-й морской ракетоносный авиационный полк (в/ч 51367) с дислокацией на аэродроме Западные Кневичи были расформированы. Номер, а также почётные наименования и награды дивизии были переданы 143-й морской ракетоносной дивизии с дислокацией на аэродроме Каменный Ручей (в/ч 42957). Также передана часть самолётного парка — ракетоносцы Ту-22М2, которые только поступили на вооружение 183 МРАПа и ещё были не освоены — полк не был боеготов (а в 143-й МРАД совершенно не нужны — там оба полка были полностью укомплектованы самолётами Ту-22М2 более новых серий). Также в 1993 году были расформированы следующие части:
- Отдельный батальон связи и радиотехнического обеспечения в/ч 53047,
- Отдельная рота связи в/ч 36182,
- 401-е ДАРМ (Дивизионные авиаремонтные ремонтные мастерские) в/ч 69165,
- Минно-торпедная партия в/ч 62684,
- РТБ-К (ремонтно-техническая база крылатых ракет) в/ч 36036,
- РТБ (12 ГУМО) в/ч 53015,
- в/ч 49400.

Авиационно-техническая база в/ч 34380 была значительно сокращена и реорганизована для обеспечения деятельности транспортного полка и отдельной морской авиационной эскадрильи (см. ниже).
В 1993 году на аэродроме Пристань был сокращён до одной эскадрильи 173-й отдельный морской авиационный штурмовой полк, с перевооружением на Су-24М и Су-24МР и передислокацией в Западные Кневичи. Однако уже через два года 136-я отдельная разведывательная авиационная эскадрилья на аэродроме Кневичи была расформирована, а самолёты были переданы в Крым Черноморскому флоту РФ,  где они эксплуатируются до сих пор.
322-й АРЗ построен в черте посёлка Кневичи в 1936 году и является градообразующем предприятием. С восточного торца МРД к территории завода проложено 4 километра дороги для буксировки воздушных судов, через дачи и огороды, и она дважды пересекает автодорогу. В советские годы на заводе ремонтировали И-15, Р-5, ЛА-7, Як-9, Р-39 «Аэрокобра», Р-63 «Кинг-кобра», с началом реактивной эры: МиГ-15, МиГ-17, Су-7Б, МиГ-21 всех модификаций, МиГ-23,МиГ-23МЛД, МиГ-27,Ту-16, Су-17, Ту-22МЗ. В настоящее время завод занимается ремонтом Су-24 (МР),Су-17 (Су-22), Су-25 (УБ), Су-27 (УБ), вертолётов Ми-8, Ка-27ПС (ПЛ), Ка-29, Ка-32, а также самолётов легкомоторной авиации Ан-2, Як-52.
С января 1994 года 145-й лётный отряд МГА преобразован в открытое акционерное общество «Владивосток Авиа», включающее в себя авиакомпанию и аэропорт. 4 марта 1999 года сдан в эксплуатацию международный терминал аэропорта Владивосток.
В 1997 году 593-й ОТАП расформирован. На базе полка сформирована 71-я отдельная транспортная эскадрилья. К этому времени значительная часть авиапарка полка уже была непригодна для полётов (в большей степени это касалось самолётов типа Ан-12).
В декабре 2006 года в аэропорту Владивосток завершилась масштабная реконструкция аэровокзала внутренних авиалиний. 15 февраля 2008 года ОАО «Владивосток Авиа» завершило реорганизацию в форме выделения ОАО «Международный аэропорт Владивосток» (МАВ). Соответствующая запись была внесена в этот день в Единый государственный реестр юридических лиц.
В 2009 году для подготовки аэропорта к саммиту АТЭС 2012 года было заключено соглашение между ЗАО «Терминал Владивосток» (дочернее общество ОАО «Международный аэропорт Шереметьево») и Внешэкономбанком о предоставлении ВЭБом кредитной линии в размере 3,6 млрд рублей и сроком на 15 лет.
26 августа 2009 года дан торжественный старт строительству нового аэровокзала. На церемонии закладки мемориальной капсулы приняли участие первый вице-премьер РФ Игорь Шувалов, министр транспорта Игорь Левитин, губернатор Приморского края Сергей Дарькин, руководители МАШ и МАВ.
25 мая 2010 года общим собранием Ассоциации «Аэропорт» ГА стран СНГ Международный аэропорт Владивосток в конкурсе «Лучший аэропорт года» признан победителем номинации «Перспективно развивающийся» среди предприятий с ежегодным объёмом перевозок от 500 тыс. до 1 млн пассажиров.
30 июня 2010 года впервые в Международный аэропорт Владивосток прибыл Боинг-777 компании Трансаэро, семейства дальнемагистральных широкофюзеляжных пассажирских самолётов.
С 2011 года аэродром Кневичи входит в качестве структурного подразделения в 7062-ю авиационную базу МО РФ, продолжая оставаться аэродромом совместного базирования, а также запасным и оперативным аэродромом авиации Краснознамённого Тихоокеанского флота Российской Федерации.
11 апреля 2011 года после реконструкции в эксплуатацию введена ИВПП-1. В ходе реконструкции ИВПП-1 удлинена до 3500 метров, ширина полосы составляет 60 метров. Полоса допущена к приёму всех типов воздушных судов без ограничений. Состоялся технический рейс на воздушном судне ТУ-204 авиакомпании Владивосток Авиа. Государственную комиссию по проверке готовности к эксплуатации ИВПП-1 аэродрома Владивосток (Кневичи) возглавил руководитель Дальневосточного межрегионального территориального управления воздушного транспорта ФАВТ Анатолий Будник. Организацию подготовки и выполнение технического рейса лично курировали руководители ОАО «МАВ» Максим Четвериков и ОАО «Владивосток Авиа» Владимир Сайбель.
В ноябре 2011 года руководством Министерства транспорта РФ принято решение о снятии ограничений на пролёты иностранных авиакомпаний в Международный аэропорт Владивосток, включая полёты по пятой «свободе воздуха» между Владивостоком и пунктами на территории третьих стран.
10—11 мая 2012 года в Москве авиационные власти Российской Федерации и Республики Корея подписали меморандум о взаимопонимании. Стороны сняли все ограничения в рамках 3 и 4 свобод воздуха для авиакомпаний обоих государств на авиаперевозки между Владивостоком и пунктами в Южной Корее, в том числе по количеству назначенных перевозчиков[неизвестный термин] и количеству частот[неизвестный термин]. Кроме того, делегации обсудили возможность предоставления 5 свободы воздуха российским перевозчикам на маршрутах из России в Северную Америку через Южную Корею.
1 июня 2012 года в 09 часов 58 минут местного времени в аэропорту Владивосток состоялся тестовый приём и обслуживание первого рейса на прилёт в терминале А — новом здании аэровокзала. Целью тестового приёма стала проверка готовности персонала, оборудования и технических средств к работе в условиях новой инфраструктуры. Первыми гостями терминала А стали 148 пассажиров рейса № 4643 авиакомпании Владивосток Авиа, следовавшего по маршруту Новосибирск-Хабаровск-Владивосток.
С 10 сентября 2012 года все рейсы — международные и внутренние — обслуживаются в новом терминале А.
25 ноября 2016 «Базовый элемент» Олега Дерипаски, сингапурская компания Changi и Российский фонд прямых инвестиций объявили о покупке аэропорта Владивостока на условиях владения равными долями — по 33,3 %. Сделка была закрыта в феврале 2017 года.
В 2025 году аэропорт попал в топ 20 самых удобных аэропортов в России по версии Forbes (Россия), заняв 11 место.

## Авиакомпании и направления
Маршрутная сеть аэропорта насчитывает более 45 направлений
. Основной пассажиропоток приходится на Москву, Новосибирск и Южно-Сахалинск.
Рейсы выполняют 20 российских и зарубежных авиакомпаний, в том числе базовый перевозчик аэропорта — авиакомпания Аврора.

## Деятельность
Пассажиропоток в 2007 году составил 924 тысячи человек, в 2008 году — 1 003 718 человек.
Количество перевезённых пассажиров в 2010 году впервые составило 1 млн 263 тыс. человек. Из них: на внутренних авиалиниях воспользовались 1 млн 27 тыс. пассажиров, 236 тыс. — на международных.
Количество перевезённых пассажиров в 2011 году впервые составило 1 млн 457 тыс. человек. Из них: на внутренних авиалиниях воспользовались 1 млн 130 тыс. пассажиров, 327 тыс. — на международных.
Количество перевезённых пассажиров в 2012 году впервые составило 1 млн 624 тыс. человек. Из них: на внутренних авиалиниях воспользовались 1 млн 196 тыс. пассажиров, 428 тыс. — на международных.
30 ноября 2012 года в аэропорту Владивостока зарегистрирован полуторамиллионный пассажир.
14 декабря 2012 из аэропорта Владивостока вылетел юбилейный пассажир авиакомпании Трансаэро. Впервые в своей истории авиакомпания перевезла десять миллионов человек за год.
29 сентября 2017 года аэропорт впервые принял рейс лоукостера — авиакомпании Jeju Air. Авиакомпания совершила рейс по маршруту «Сеул-Владивосток». До конца летнего расписания 2017 года корейская авиакомпания будет выполнять рейсы во Владивосток 4 раза в неделю на воздушных судах Boeing 737-800 вместимостью 189 пассажиров.
23 декабря 2019 года в аэропорту Владивостока зарегистрирован трёхмиллионный пассажир.
В 2023 году за всю историю воздушной гавани Приморья пассажиропоток Группы «Аэрофлот» в аэропорту Владивосток превысил 1 млн пассажиров. Частота рейсов на широкофюзеляжных воздушных судах в Москву и Санкт-Петербург в летнем сезоне суммарно достигала 7 рейсов в день, а с октября рейсы в Бангкок и Пхукет также стали выполняться на широкофюзеляжных воздушных судах Boeing-777. Важнейшим событием года стал приход в ноябре на базировку в аэропорт Владивосток воздушных судов SSJ-100 авиакомпании «Россия».  Базовые авиакомпании «Аврора» и S7 Airlines продолжили устойчивый рост авиаперевозок в аэропорту Владивосток. Высокий темп роста продемонстрировали в течение года авиакомпании «Уральские авиалинии», «ИрАэро», «Якутия», «АЗУР эйр», Uzbekistan Airways. Увеличено количество рейсов в Красноярск, Новосибирск, Екатеринбург, Иркутск, Южно-Сахалинск, Петропавловск-Камчатский и Ташкент. Для выполнения полётов в Комсомольск-на-Амуре была привлечена новая авиакомпания «Ангара». В декабре авиакомпанией «Аврора» открыто новое направление - Итуруп.
Данные из запроса в Викиданные.
| год                      | 2007 | 2008 | 2009 | 2010 | 2011 | 2012 | 2013 | 2014 | 2015  | 2016 | 2017 | 2018 | 2019 | 2020  | 2021  | 2022  | 2023 | 2024  |
| Пассажиропоток млн пасс. | 0,92 | 1,00 | 0,99 | 1,26 | 1,46 | 1,62 | 1,85 | 1,79 | 1,698 | 1,85 | 2,17 | 2,63 | 3,08 | 1,295 | 1,815 | 2,065 | 2,5  | 2,971 |

## Саммит АТЭС
Аэропорт Владивостока завершил выполнение программы обслуживания воздушных судов саммита АТЭС. Программа включала приём, хэндлинговое обслуживание и отправление пассажирских, правительственных и транспортных бортов в период с 22 августа по 10 сентября 2012 года. Параллельно в аэропорту выполнялась программа обслуживания регулярных внутренних и международных рейсов. В общей сложности в указанный период ОАО «МАВ» обеспечило 894 взлётно-посадочные операции, в том числе 279 в период с 6 по 10 сентября. В период саммита среднедневное количество взлётно-посадочных операций увеличилось с 35 до 59.

## Транспортное сообщение
С городом Артём аэропорт связан автобусами 7 (ходит раз в полчаса в дневное время). С Владивостоком аэропорт связан автобусом 107 (ходит три раза в день).
Железнодорожная станция «Аэропорт Кневичи» примыкает к аэропорту, а электропоезд проходит путь от неё до Владивостока за 54 минуты.
В 2024 году электропоезд по маршруту Владивосток - Аэропорт Кневичи ходит шесть раз в день, стоимость проезда - 335 руб.

## Галерея
- Boeing 777-300 Трансаэро приземляется во Владивостоке
- Airbus A319 Аврора в аэропорту Владивостока
- Airbus A321 Asiana Airlines в аэропорту Владивостока